# Tiofotade kräftdjur
Tiofotade kräftdjur (Decapoda) är en ordning inom kräftdjuren som tillhör klassen storkräftor (Malacostraca). 
Ordningen är mycket artrik och uppvisar utseendemässigt stor variation, men ett grundläggande gemensamt drag är förekomsten av tio ben, ordnade i fem benpar. Det främsta av dessa är oftast större än de andra och försett med kraftiga klor och används till att hantera föda eller för försvar. Flest arter återfinns i havet, men det finns också de som lever i sötvatten eller på land. Beträffande kroppsbyggnaden, se Flodkräftans anatomi.
I ordningen ingår bland annat humrar, krabbor, kräftor och äkta räkor. Flera arter inom dessa grupper är på många håll i världen av ekonomisk betydelse för fisket. 

## Dekapodernas systematik
De tiofotade kräftdjuren (Decapoda) indelas traditionellt i Natantia (= simmande, d.v.s. räkor) och Reptantia (= krypande, d.v.s. kräftor, krabbor m.fl.). I Djurens värld behålls denna indelning, varvid Natantia delas i två sektioner, räkor och peneider (med jätteräkorna), medan Reptantia delas i fyra sektioner, Palinura (languster), Astacura (kräftor och humrar), Anomura (trollhumrar, eremitkräftor m.fl.) samt Brachyura (krabbor). I nyare systematik har jätteräkor m.fl. brutits ut och bildar en grupp, Dendrobranchiata, som är systergrupp till alla de övriga. Gruppen kännetecknas av trädformigt förgrenade gälar, därav namnet (dendron = träd, branchia = gäle).
Den modernare systematiken varierar; nedan används indelningen från ITIS, som följer Martin-Davis 2001 (WoRMS har en annan indelning).
Ordning Decapoda (tiofotade kräftdjur)
Underordning Dendrobranchiata
- Överfamilj Penaeoidea (jätteräkor m.fl.)
- Överfamilj Sergestoidea (En mindre grupp, Acetes japonicus är dock världens mest fiskade räka.)

Underordning Pleocyemata
- Infraordning Anomura (eremitkräftor, trollhumrar, trollkrabbor, porslinskrabbor m.fl.). Endast fyra synliga benpar, femte paret förkrympt.
- Infraordning Astacidea (kräftor och humrar). Har välutvecklade klor på första benparet.
- Infraordning Brachyura (krabbor). Bakkroppen starkt förkortad, stor sköld (carapax).
- Infraordning Caridea (äkta räkor: nordhavsräka, sandräka, tångräka m.fl.). Frisimmande.
- Infraordning Palinura (languster). Kräftliknande form, men saknar klorna på första benparet.
- Infraordning Stenopodidea (korallräkor). En liten grupp ytligt räkliknande dekapoder med ett förstorat tredje benpar. Det finns 71 arter i 12 släkten. De lever i varmare hav. En del hålls i akvarier på grund av sina vackra färger.
- Infraordning Thalassinidea. Kräftdjur som borrar i mjukbottnar i oceanerna, mest på grunt vatten. Man känner till 556 arter i 96 släkten. De flesta arterna är tropiska, men några når latituder över 60º. Enligt nyare forskning bör gruppen delas i två infraordningar.

## Bilder på dekapodgrupperna

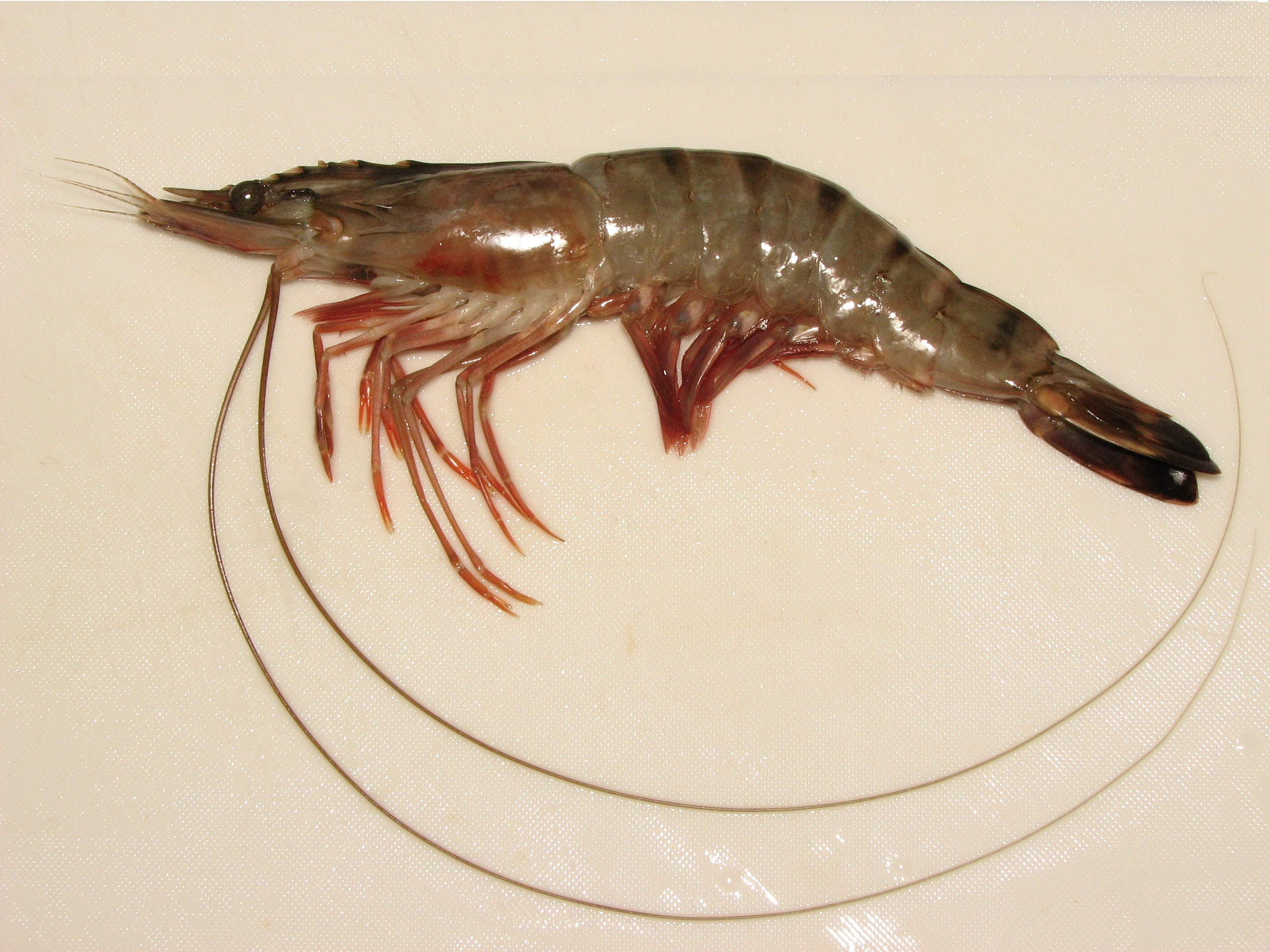
Penaeoidea Peneaus monodon, jätteräka eller tigerräka.
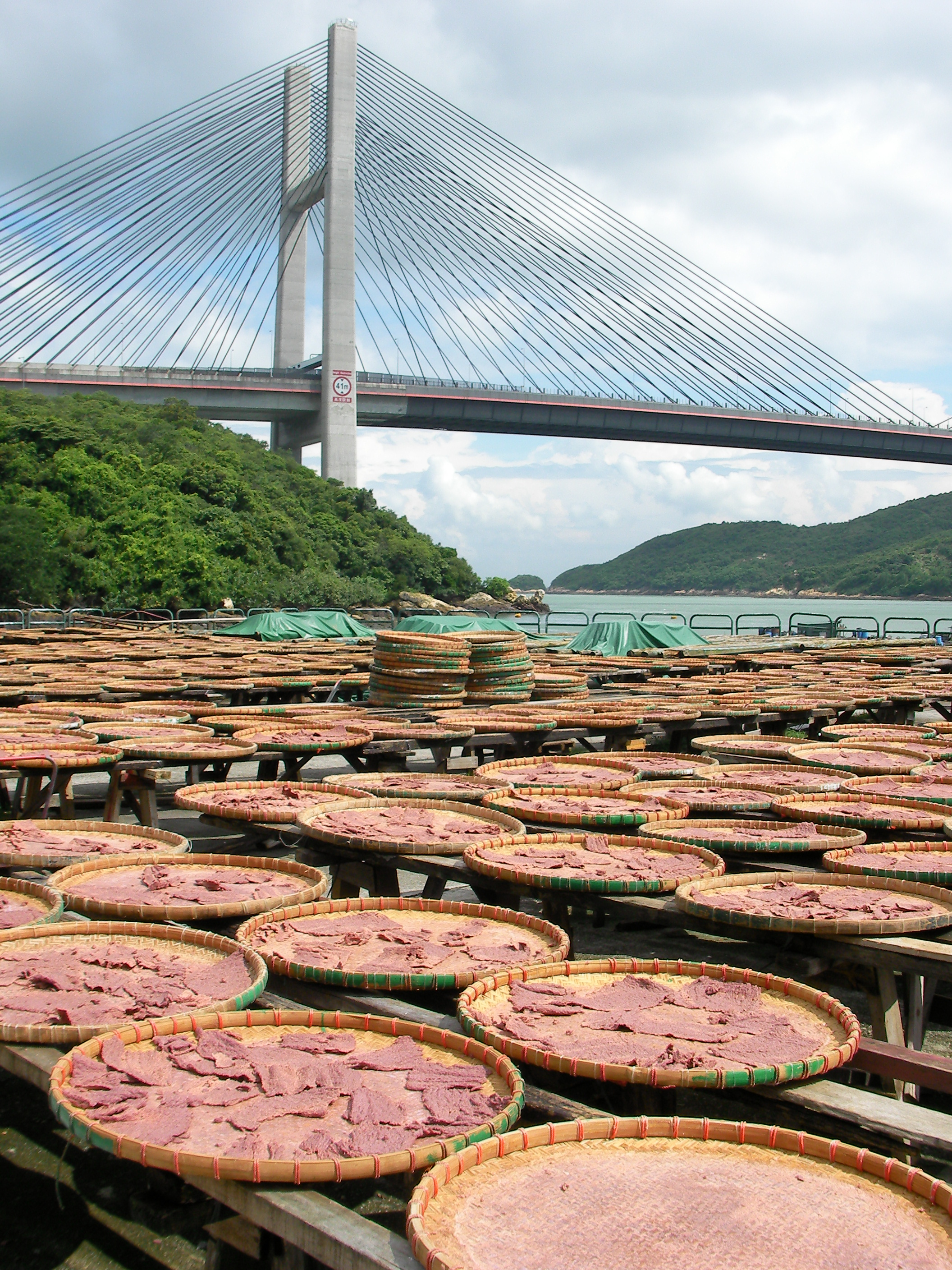
Sergestoidea Räkpasta torkas i Hongkong, troligen från Acetes sp..
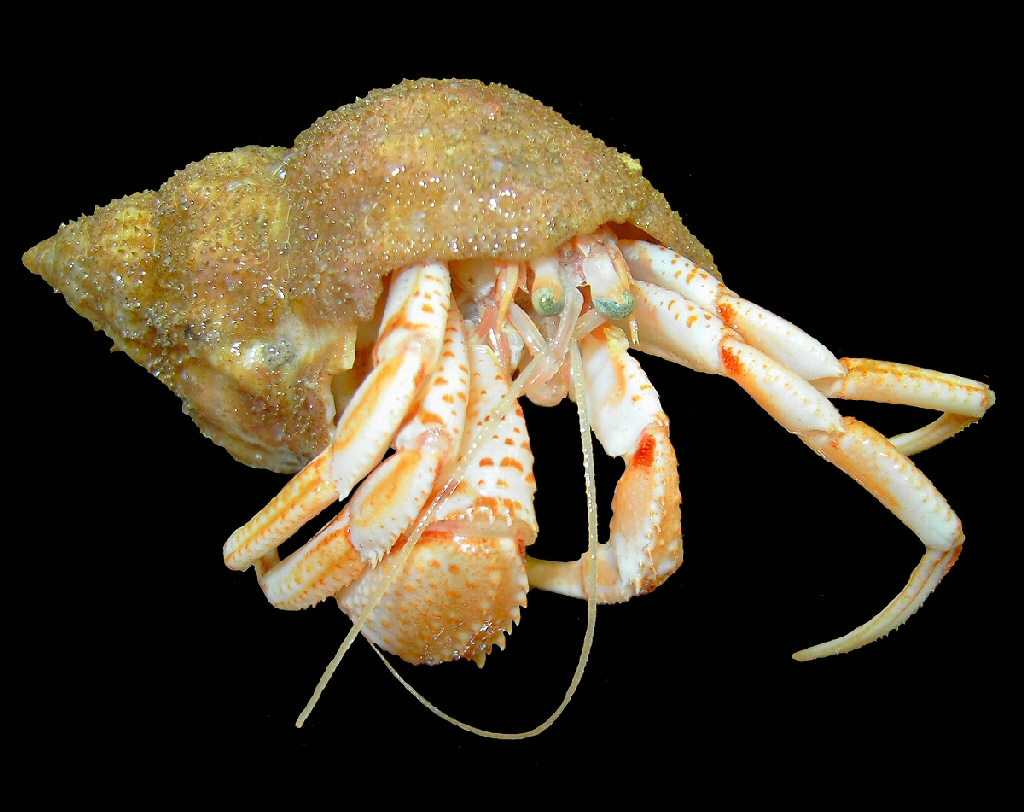
Anomura Pagurus bernhardus, vanlig eremitkräfta ♂.
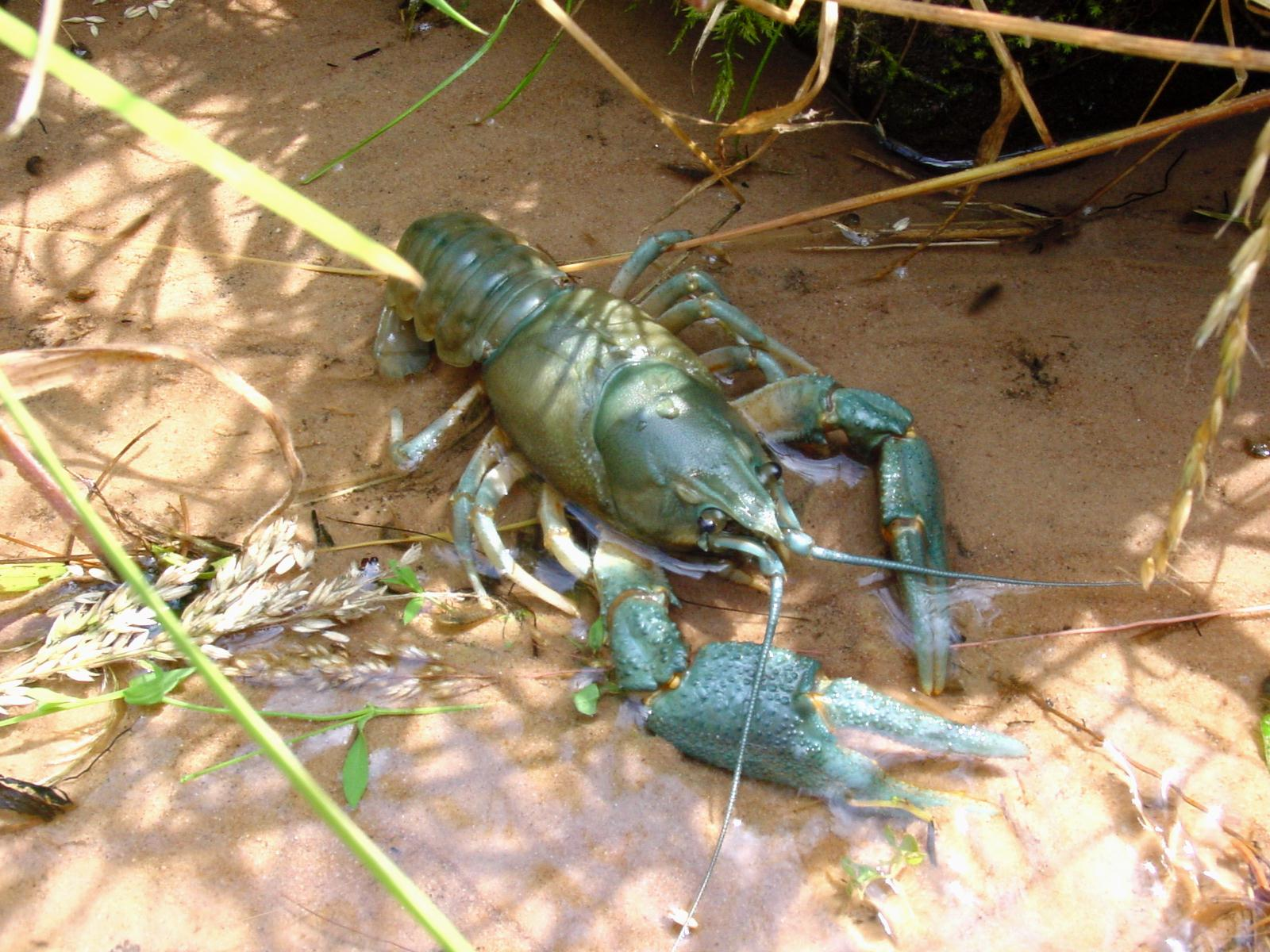
Astacidea Astacus astacus, vår vanliga flodkräfta.
Brachyura En sötvattenskrabba från Kreta.
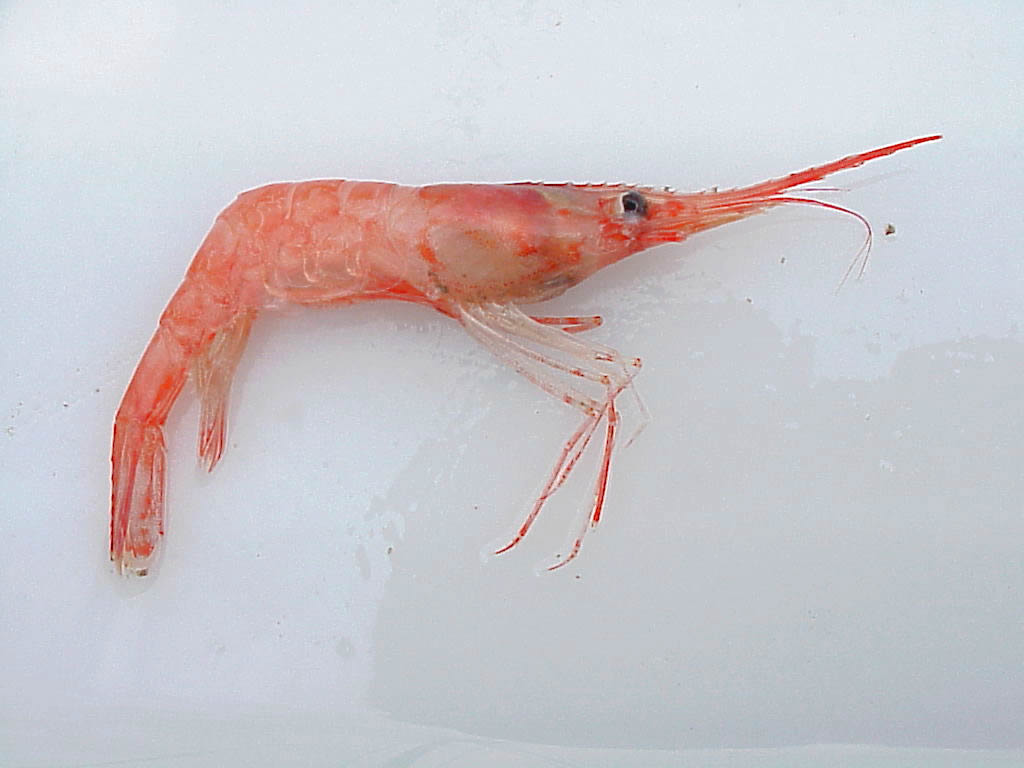
Caridea Pandalus boralis, nordhavsräka.
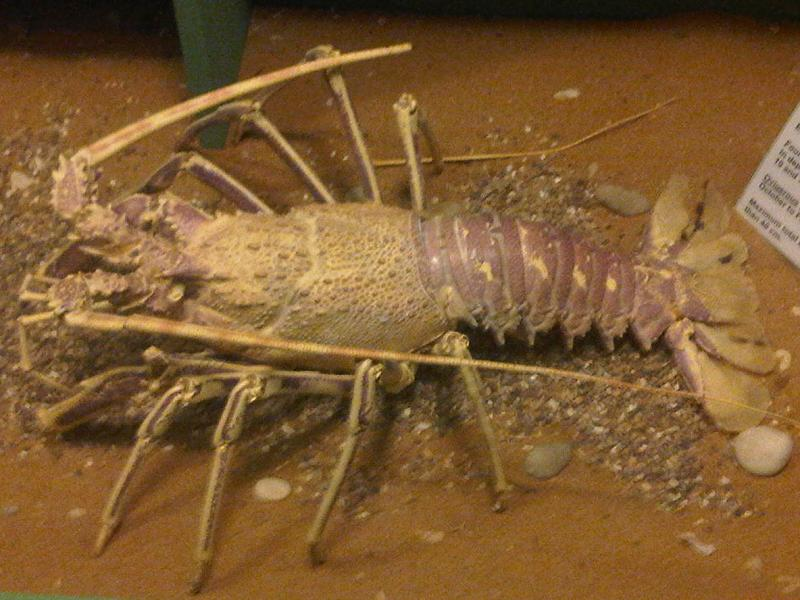
Palinura Palinurus elephas, en europeisk langust från Medelhavet (Malta).
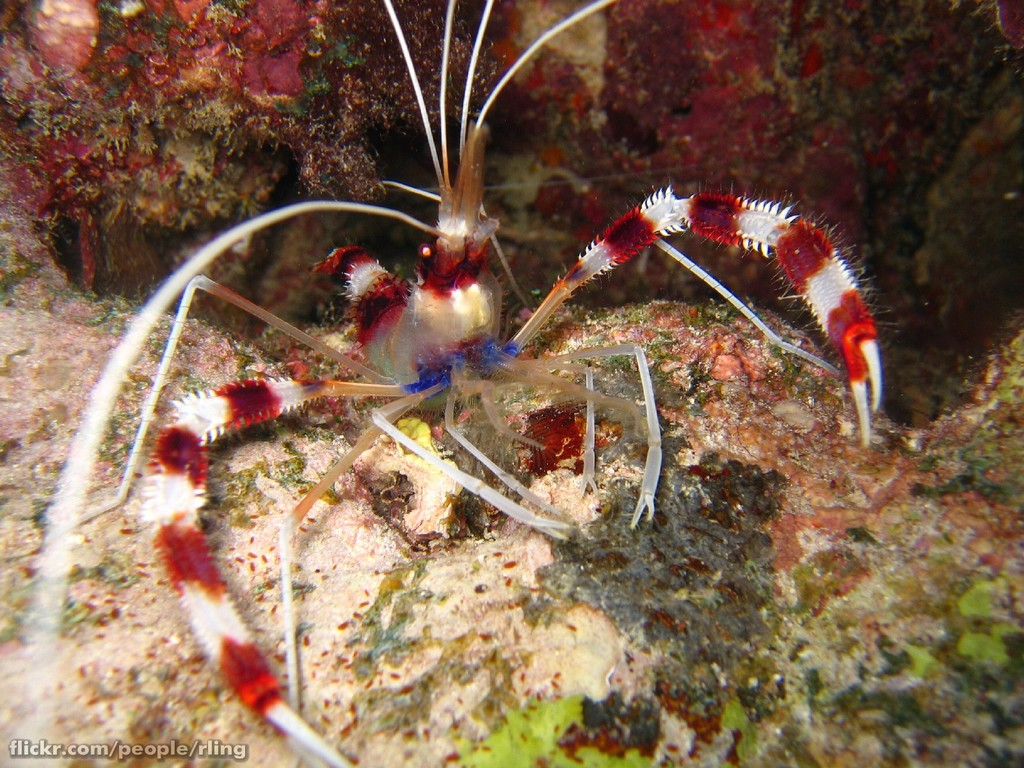
Stenopodidea Stenopus hispidus, en korallräka från Stora barriärrevet.
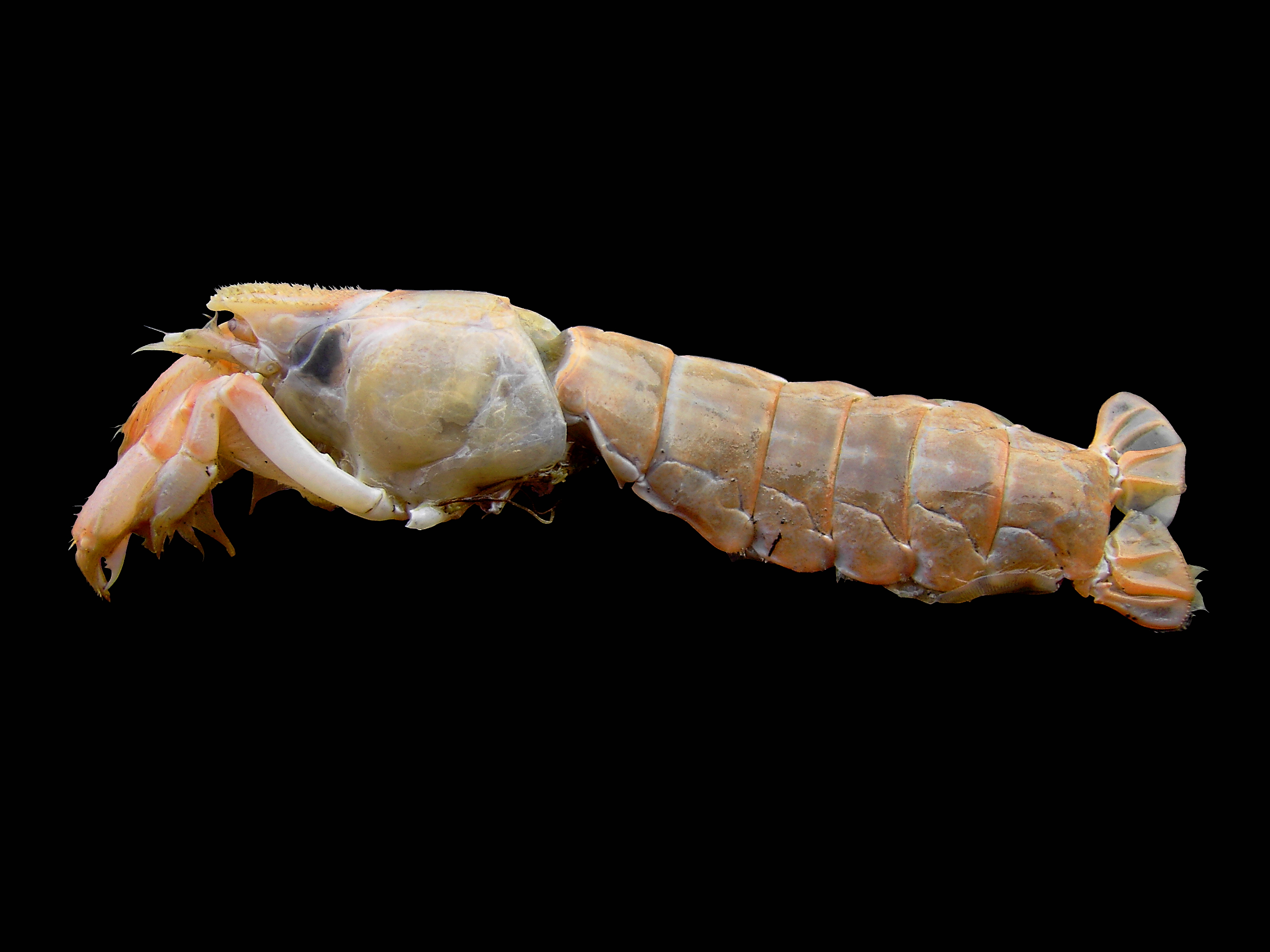
Thalassinidea Upogebia deltaura förekommer längs Atlantens östra kust och borrar i slam.